# Hikaeme I love you!
„Hikaeme I love you!” (jap. 控えめI love you!) – czwarty singel japońskiego zespołu HKT48, wydany w Japonii 24 września 2014 roku przez Universal Music.
Singel został wydany w czterech edycjach: trzech regularnych (Type A, Type B, Type C) oraz „teatralnej” (CD). Osiągnął 1 pozycję w rankingu Oricon i pozostał na liście przez 22 tygodnie, sprzedał się w nakładzie 318 533 egzemplarzy. Singel zdobył status platynowej płyty.

## Lista utworów
Wszystkie utwory zostały napisane przez Yasushiego Akimoto.

### Type A
| CD | CD                                                            | CD             | CD                   | CD      |
| Nr | Tytuł utworu                                                  | Kompozycja     | Aranżacja            | Długość |
| -- | ------------------------------------------------------------- | -------------- | -------------------- | ------- |
| 1. | „Hikaeme I love you!” (jap. 控えめI love you!)                | pakorama       | Yūichi "Masa" Nonaka | 4:02    |
| 2. | „Ima kimi o omou” (jap. 今 君を想う)                          | Yuma Kawashima | Makoto Wakatabe      | 5:12    |
| 3. | „Idol no ōja” (jap. アイドルの王者) (wyk. Team H)             | cAnON.         | K3CP                 | 4:06    |
| 4. | „Hikaeme I love you!” (jap. 控えめI love you!) (Instrumental) | pakorama       | Yūichi "Masa" Nonaka | 4:02    |
| 5. | „Ima kimi o omou” (jap. 今 君を想う) (Instrumental)           | Yuma Kawashima | Makoto Wakatabe      | 5:12    |
| 6. | „Idol no ōja” (jap. アイドルの王者) (Instrumental)            | cAnON.         | K3CP                 | 4:06    |

| DVD | DVD | DVD     |
| Nr  | Tytuł utworu | Długość |
| --- | --- | ------- |
| 1.  | „Hikaeme I love you!” (jap. 控えめI love you!) (Music Video)                                                                                            | 4:08    |
| 2.  | „Idol no ōja” (jap. アイドルの王者) (Music Video) |         |
| 3.  | „Tokuten eizō „HKT48 kyūshū 7-ken Tour gotōji Report (Ōita, Miyazaki, Kumamoto)”” (jap. 特典映像「HKT48 九州7県ツアー ご当地レポ（大分・宮崎・熊本）」) |         |

### Type B
| CD | CD                                                            | CD             | CD                   | CD      |
| Nr | Tytuł utworu                                                  | Kompozycja     | Aranżacja            | Długość |
| -- | ------------------------------------------------------------- | -------------- | -------------------- | ------- |
| 1. | „Hikaeme I love you!” (jap. 控えめI love you!)                | pakorama       | Yūichi "Masa" Nonaka | 4:02    |
| 2. | „Ima kimi o omou” (jap. 今 君を想う)                          | Yuma Kawashima | Makoto Wakatabe      | 5:12    |
| 3. | „Natsu no mae” (jap. 夏の前) (wyk. Team KIV)                  | Yūsuke Itagaki | Yūsuke Itagaki       | 4:05    |
| 4. | „Hikaeme I love you!” (jap. 控えめI love you!) (Instrumental) | pakorama       | Yūichi "Masa" Nonaka | 4:02    |
| 5. | „Ima kimi o omou” (jap. 今 君を想う) (Instrumental)           | Yuma Kawashima | Makoto Wakatabe      | 5:12    |
| 6. | „Natsu no mae” (jap. 夏の前) (Instrumental)                   | Yūsuke Itagaki | Yūsuke Itagaki       | 4:05    |

| DVD | DVD | DVD     |
| Nr  | Tytuł utworu | Długość |
| --- | --- | ------- |
| 1.  | „Hikaeme I love you!” (jap. 控えめI love you!) (Music Video)                                                                                               | 4:08    |
| 2.  | „Natsu no mae” (jap. 夏の前) (Music Video) |         |
| 3.  | „Tokuten eizō „HKT48 kyūshū 7-ken Tour gotōji Report (Kagoshima, Saga, Nagasaki)”” (jap. 特典映像「HKT48 九州7県ツアー ご当地レポ（鹿児島・佐賀・長崎）」) |         |

### Type C
| CD | CD                                                            | CD             | CD                   | CD      |
| Nr | Tytuł utworu                                                  | Kompozycja     | Aranżacja            | Długość |
| -- | ------------------------------------------------------------- | -------------- | -------------------- | ------- |
| 1. | „Hikaeme I love you!” (jap. 控えめI love you!)                | pakorama       | Yūichi "Masa" Nonaka | 4:02    |
| 2. | „Ima kimi o omou” (jap. 今 君を想う)                          | Yuma Kawashima | Makoto Wakatabe      | 5:12    |
| 3. | „Namaiki Lips” (jap. 生意気リップス) (wyk. Nakomiku)          | Hasami Man     | Yūichi "Masa" Nonaka | 3:10    |
| 4. | „Hikaeme I love you!” (jap. 控えめI love you!) (Instrumental) | pakorama       | Yūichi "Masa" Nonaka | 4:02    |
| 5. | „Ima kimi o omou” (jap. 今 君を想う) (Instrumental)           | Yuma Kawashima | Makoto Wakatabe      | 5:12    |
| 6. | „Namaiki Lips” (jap. 生意気リップス) (Instrumental)           | Hasami Man     | Yūichi "Masa" Nonaka | 3:10    |

| DVD | DVD | DVD     |
| Nr  | Tytuł utworu | Długość |
| --- | --- | ------- |
| 1.  | „Hikaeme I love you!” (jap. 控えめI love you!) (Music Video) | 4:08    |
| 2.  | „Namaiki Lips” (jap. 生意気リップス) (Music Video) |         |
| 3.  | „Tokuten eizō „HKT48 «Susume! Men tai-gō! Chotto gōka kyakusen kashikiri senjō Party»”” (jap. 特典映像「HKT48『進め!めんたい号!ちょっと豪華客船 貸切り船上パーティー』」) |         |

### Wer. teatralna
| CD | CD                                                                          | CD             | CD                   | CD      |
| Nr | Tytuł utworu                                                                | Kompozycja     | Aranżacja            | Długość |
| -- | --------------------------------------------------------------------------- | -------------- | -------------------- | ------- |
| 1. | „Hikaeme I love you!” (jap. 控えめI love you!)                              | pakorama       | Yūichi "Masa" Nonaka | 4:02    |
| 2. | „Ima kimi o omou” (jap. 今 君を想う)                                        | Yuma Kawashima | Makoto Wakatabe      | 5:12    |
| 3. | „Watashi wa Blueberry Pie” (jap. 私はブルーベリーパイ) (wyk. Blueberry Pie) | Manaka Suzuki  | Manaka Suzuki        | 3:49    |
| 4. | „Hikaeme I love you!” (jap. 控えめI love you!) (Instrumental)               | pakorama       | Yūichi "Masa" Nonaka | 4:02    |
| 5. | „Ima kimi o omou” (jap. 今 君を想う) (Instrumental)                         | Yuma Kawashima | Makoto Wakatabe      | 5:12    |
| 6. | „Watashi wa Blueberry Pie” (jap. 私はブルーベリーパイ) (Instrumental)       | Manaka Suzuki  | Manaka Suzuki        | 3:49    |

## Skład zespołu
| „Hikaeme I love you!” |
| --- |
| - HKT48 Team H: Chihiro Anai, Yui Kojina, Rino Sashihara, Meru Tashima, Miku Tanaka, Natsumi Matsuoka, Nako Yabuki, Mao Yamamoto - HKT48 Team H / AKB48 Team K: Haruka Kodama (środek) - HKT48 Team KIV: Aika Ōta, Aoi Motomura, Madoka Moriyasu - HKT48 Team KIV / AKB48 Team A: Sakura Miyawaki - HKT48 Team KIV / AKB48 Team B: Mio Tomonaga - HKT48 Team KIV / SKE48 Team E: Kanon Kimoto - HKT48 Kenkyūsei: Sae Kurihara |

| „Ima kimi o omou” |
| --- |
| Piosenka została wykonana przez wszystkie członkinie HKT48 w momencie premiery i upamiętnia pożegnanie Chiyori Nakanishi i Marikę Tani, które zostały przeniesione z HKT48 w kwietniu 2014 roku do innych grup siostrzanych. - HKT48 Team H: Yuka Akiyoshi, Chihiro Anai, Yuriya Inoue, Mashiro Ui, Haruka Ueno, Izumi Umemoto, Naoko Okamoto, Yui Kojina, Hiroka Komada, Riko Sakaguchi, Rino Sashihara, Meru Tashima, Miku Tanaka, Natsumi Matsuoka, Nako Yabuki, Marina Yamada, Mao Yamamoto, Haruka Wakatabe - HKT48 Team H / AKB48 Team K: Haruka Kodama - HKT48 Team H / SKE48 Team S: Natsumi Tanaka - HKT48 Team KIV: Raira Itō, Mina Imada, Shino Iwahana, Nao Ueki, Aika Ōta, Kanna Okada, Manami Kusaba, Serina Kumazawa, Izumi Gotō, Yuki Shimono, Yuka Tanaka, Asuka Tomiyoshi, Maiko Fukagawa, Mai Fuchigami, Aoi Motomura, Madoka Moriyasu - HKT48 Team KIV / AKB48 Team A: Sakura Miyawaki - HKT48 Team KIV / AKB48 Team B: Mio Tomonaga - HKT48 Team KIV / SKE48 Team E: Kanon Kimoto - HKT48 Team KIV / NMB48 Team N: Anna Murashige - HKT48 Kenkyūsei: Misaki Aramaki, Sae Kurihara, Erena Sakamoto, Riko Tsutsui, Hazuki Hokazono, Yuna Yamauchi, Emiri Yamashita - AKB48 Team A: Chiyori Nakanishi (środek) - SKE48 Team E: Marika Tani (środek) |

| „Idol no ōja” |
| --- |
| - HKT48 Team H: Yuka Akiyoshi, Chihiro Anai, Yuriya Inoue, Mashiro Ui, Haruka Ueno, Izumi Umemoto, Naoko Okamoto, Yui Kojina, Hiroka Komada, Riko Sakaguchi, Rino Sashihara, Meru Tashima (środek), Miku Tanaka, Natsumi Matsuoka, Nako Yabuki, Marina Yamada, Mao Yamamoto, Haruka Wakatabe - HKT48 Team H / AKB48 Team K: Haruka Kodama - HKT48 Team H / SKE48 Team S: Natsumi Tanaka |

| „Natsu no mae” |
| --- |
| - HKT48 Team KIV: Raira Itō, Mina Imada, Shino Iwahana, Nao Ueki, Aika Ōta, Kanna Okada, Manami Kusaba, Serina Kumazawa, Izumi Gotō, Yuki Shimono, Yuka Tanaka, Asuka Tomiyoshi, Maiko Fukagawa, Mai Fuchigami, Aoi Motomura, Madoka Moriyasu - HKT48 Team KIV / AKB48 Team A: Sakura Miyawaki (środek) - HKT48 Team KIV / AKB48 Team B: Mio Tomonaga - HKT48 Team KIV / SKE48 Team E: Kanon Kimoto - HKT48 Team KIV / NMB48 Team N: Anna Murashige |

| „Namaiki Lips”                     |
| ---------------------------------- |
| - Team H: Miku Tanaka, Nako Yabuki |

| „Watashi wa Blueberry Pie”                                                                             |
| --- |
| - Team H: Yui Kojina, Hiroka Komada, Riko Sakaguchi - Kenkyūsei: Misaki Aramaki (środek), Sae Kurihara |

## Notowania
| Lista                             | Pozycja |
| --------------------------------- | ------- |
| Oricon Weekly Singles Chart       | 1       |
| Oricon Yearly Singles Chart       | 21      |
| Billboard Japan Hot 100           | 1       |
| Billboard Japan Hot Singles Sales | 1       |